# Alive & Cool
Alive & Cool è un album dal vivo del chitarrista e cantante blues statunitense Albert Collins, pubblicato dall'etichetta discografica britannica Red Lightnin' nel 1969.
L'album fu registrato dal vivo al Fillmore West di San Francisco (California) nelle date 16, 17, 18 e 19 gennaio 1969 (le date esatte delle registrazioni sono sconosciute, come del resto i musicisti che accompagnano Collins) nelle stesse serate si esibirono anche i
Creedence Clearwater Revival e i Fleetwood Mac (uno dei membri di quest'ultima band, Jeremy Spencer, si occupò delle registrazioni).

## Tracce
LP (1969, Red Lightnin', RL004)
Lato A
1. Introduction Instrumental – 4:51 (musica: Albert Collins)
2. How Blue Can You Get – 8:19 (Leonard Feather)
3. Thaw Out – 5:10 (musica: Albert Collins)
4. So Tired – 5:44 (Johnny "Guitar" Watson, Maxwell Davis)

Lato B
1. Funky – 1:55 (musica: Albert Collins)
2. Deep Freeze – 3:52 (musica: Albert Collins)
3. Baby What You Want Me to Do – 5:02 (Jimmy Reed)
4. Mustang Sally – 5:51 (Mack Rice)
5. Backstroke – 3:22 (musica: Albert Collins)

## Musicisti
- Albert Collins – voce, chitarra
- Altri musicisti non accreditati

### Produzione
- Peter Shertser e Ian Sippen – produzione
- Registrazioni effettuate dal al Fillmore West di San Francisco, California
- Jeremy Spencer – ingegnere delle registrazioni e mastering
- Felix Dennis – design e illustrazione copertina album originale[2]